# История Новой Шотландии
Новая Шотландия — провинция Канады, расположенная на востоке страны и относящаяся к Приморским провинциям. До прибытия европейцев Новая Шотландия была населена микмаками. Долгое время Новая Шотландия была предметом соперничества между Англией и Францией, и четыре колониальные войны, периодически опустошавшие территорию, решили в конце концов вопрос её принадлежности к Британской империи. В течение 150 лет столицей Новой Шотландии был Аннаполис-Ройал, а в 1749 году, перед последней из войн, столица была перенесена в Галифакс. После окончания войн, началось заселение Новой Шотландии протестантами, а после революции в США сюда эмигрировали многие роялисты-лоялисты, получившие земельные участки. В 1848 Новая Шотландия получила самоуправление, а в 1867 году вошла в Канадскую конфедерацию.

## До прибытия европейцев
Территория Новой Шотландии, согласно имеющимся археологическим данным, была заселена палеоиндейцами около 11 тысяч лет назад. Микмаки являются потомками племён, пришедших в регион между IV веком до н.э. и I веком н.э. Кроме Новой Шотландии, микмаки жили также в других Приморских провинциях, в Квебеке на полуострове Гаспе, а также на северо-востоке Новой Англии. В XVII веке их общая численность оценивалась менее чем в 3000 человек, при этом они понесли большие потери в XVI веке из-за инфекционных болезней и алкоголизма. После прибытия европейцев микмаки сперва казались в контакте с французами, однако переселение французов в Новую Шотландию шло достаточно медленно. Однако в XVIII веке, после перехода восточной Канады под контроль англичан, началось активное переселение в регион протестантов, начавших отчуждать земли индейцев без компенсации и депортировавших французов. Позже микмаки также заселили Ньюфаундленд, вытеснив беотуков.

## XVII век
Первыми европейцами, увидевшими берега Новой Шотландии, были, по-видимому, моряки экспедиции генуэзского мореплавателя на английской службе Джона Кабота (1498—1499). Первое сохранившееся до наших дней поселение, Пор-Рояль, было основано в 1605 году Пьером Дюгуа и стало столицей французской колонии Акадия. В том же году французские рыбаки основали поселение на мысе Кансо. В течение следующих 75 лет Пор-Рояль, позже переименованный в Аннаполис, оставался единственным хоть сколько-нибудь крупным поселением Новой Шотландии и выполнял функцию административного центра колонии Акадия. Лишь в 1849 году, после основания Галифакса, столица колонии была перенесена туда.
В 1621 году тут появилось первое шотландское поселение в Америке. В 1629 году Уильям Александр основал шотландскую колонию в Пор-Рояле. Хартия колонии определяла Новую Шотландию как всю землю между Ньюфаундлендом и Новой Англией и объявляла её частью Шотландии. В 1631 году король Англии и Шотландии Карл I по Сузскому мирному договору вернул Новую Шотландию французам.
Лишь примерно через 75 лет после основания Пор-Рояля франкоакадцы начали расселяться по Новой Шотландии, основав несколько относительно крупных поселений, таких, как Гран-Пре, Шиньекто, Кобеки и Писиги. Эти поселения существовали до депортации франко-акадцев в середине XVIII века.
В период подчинения Новой Шотландии Франции англичане шесть раз предпринимали попытки завоевать колонию. Успешной в результате осталась осада Пор-Руайяла 1710 года.
С 1640 по 1645 год в Акадии происходили события, часто описываемые как гражданская война. Двумя центрами были Пор-Руайяль, в котором находился губернатор Акадии (в то время Шарль де Мену д'Ольне) и Сент-Джон, ныне в Нью-Брансуике, в котором находился смещённый и обвинённый в государственной измене губернатор Акадии Шарль де Сент-Этьен де ла Тур. Война фактически состояла из четырёх сражений, включающих пятимесячную осаду форта Сент-Джон. В 1645 году д'Ольне фактически выиграл войну, однако после его смерти де ла Тур снова занял пост губернатора.
Кроме того, Франция и Англия провели четыре колониальные войны, закончившиеся победой Англии и передачи ей восточной Канады. Во время войны короля Вильгельма (1690-1697) боевые действия привели к существенному разорению Новой Шотландии, однако после войны территория согласно Рейксвейкскому мирному договору вернулась к французам.

## XVIII век
Война королевы Анны, продолжавшаяся с 1702 по 1713 год, закончилась британским завоеванием Акадии, которое было подтверждено Утрехтским мирным договором 1713 года. К Англии отошли Новая Шотландия и Нью-Брансуик, рассматривавшийся тогда как часть Новой Шотландии. Франция сохранила за собой Остров Принца Эдуарда. В дальнейшем уже французы, при поддержке микмаков, пытались завоевать Новую Шотландию. С 1722 по 1725 год в ходе войны Даммера микмаки осадили Аннаполис-Ройял, и англичане смогли их победить лишь при поддержке сил, вызванных из Новой Англии. Завершивший войну мирный договор стал первым в истории Северной Америки, когда Англия и Франция признали необходимость договариваться не только между собой, но и с коренным населением континента.
С 1744 по 1748 год проходила третья из колониальных войн, в ходе которой снова сильно пострадали североамерикансие колонии Англии. По итогам войны Новая Шотландия осталась за Англией. Конфликт, однако, продолжался и после окончания войны, так как Новая Шотландия всё ещё была населена в основном микмаками и франко-акадцами, недовольными возникновением протестантских поселений в колонии. В 1749 году был основан новый административный центр колонии, протестантское поселение Галифакс, чуть позже — Дартмут (1750) и Луненбург (1753), что только усилило напряжение между протестантами, с одной стороны, и католиками и микмаками, с другой. В частности, франко-акадцы совершали рейды на протестантские поселения и отказывались безоговорочно принести клятву верности англичанам. После Франко-индейской войны (1755—1763) Франция лишилась своих колоний на Атлантическом побережье, а англичане начали депортацию франко-акадцев. За последующие девять лет 12 тысяч франко-акадцев были депортированы из Новой Шотландии, в основном в лежащие южнее английские колонии, хотя им была обещана высылка во Францию. Главниым инициатором депортаций выступил губернатор Новой Шотландии Чарльз Лоренс. Одновременно с 1759 по 1768 год около восьми тысяч переселенцев из Новой Англии откликнулись на призыв губернатора Лоренса о заселении Новой Шотландии.
Во время войны за независимость США американские каперы опустошали английские колонии на побережье Атлантического океана. В частности, Ливерпуль подвергался разграблению пять раз с 1776 по 1780 год, Кансо — дважды, а в 1781 году был разграблен Аннаполис. Для отражения атак в фортах вдоль канадского побережья был размещён 84-й пехотный полк, штаб-квартира которого располагалась в форте Эдуардс в Уинсоре. Задача полка состояла также в том, чтобы предотвратить атаку американской армии по суше на Галифакс. Франция приняла участие в войне на стороне США, и в 1781 году произошло англо-французское морское сражение у мыса Бретон.
В 1784 году западная часть колонии отделилась и стала самостоятельной колонией Нью-Брансвик, а территория Мэна попала под контроль штата Массачусетс. В том же 1784 году остров Кейп-Бретон стал самостоятельной колонией, но в 1820 году вернулся в состав Новой Шотландии.
После поражения британцев в войне за независимость США на территории Новой Шотландии оказалось несколько тысяч чёрных лоялистов, получивших свободу в обмен на поддерку Британии в войне. Несмотря на их свободный статус, дискриминация в отношении их самих и их потомков продолжалась до середины 20 века.

## XIX век
Во время Англо-американской войны 1812 года роль Новой Шотландии состояла в основном в найме каперов или снаряжении собственных каперских кораблей, задачей которых было атаковать корабли американского флота. Так, три жителя Луненберга 8 августа 1814 года купили корабль, который они назвали Луненберг. Корабль впоследствии взял в плен семь американских кораблей. Корабль Liverpool Packet из Ливерпуля оказался наиболее удачлив в Канаде на этом поприще, захватив более 50 американских кораблей.
В одном из эпизодов войны в 1813 году британский фрегат HMS Shannon захватил американский фрегат USS Chesapeake и привёл его со всем экипажем в порт Галифакса, где американские моряки были помещены в тюрьму.
Некоторые чёрные рабы из США воевали на стороне англичан и после войны были перемещены в Новую Шотландию.
В январе-феврале 1848 года Новая Шотландия стала первой британской колонией, в которой было установлено ответственное правительство, и которая получила самоуправление, в большой мере благодаря усилиям Джозефа Хоу.
Тысячи жителей Новой Шотландии приняли участие в Гражданской войне в США, большинство из них на стороне северян, хотя Британская империя, частью которой оставалась Новая Шотландия, сохраняла нейтралитет. Экономика колонии бурно развивалась во время войны, так как она могла торговать и с Югом, и с Севером благодаря своему нейтралитету. Чтобы помешать торговле с Югом, флот Севера организовал морскую блокаду, что, в свою очередь, привело к возникновению напряжённости между Великобританией и северными штатами.
После войны в Канаде распространились опасения, что США могут аннексировать британские владения в Северной Америке, и эти опасения усилились после начала фенианских набегов. В Новой Шотландии был проведён набор добровольцев на случай войны. Одной из причин создания Канады в 1867 году была боязнь Великобритании вступить в открытую конфронтацию с США и желание оставить защиту Приморских провинций канадскому правительству.

## В составе Канады
1 июля 1867 года премьер-министр Чарльз Таппер провозгласил создание Канадской Конфедерации, в которую вошли провинция Канада, Новая Шотландия и Нью-Брансуик. Джозеф Хоу возглавлял анти-конфедератионистскую партию, которая была противником образования конфедерации. На выборах, прошедших 18 сентября 1867 года, эта партия одержала победу, получив 18 из 19 мест в парламенте Конфедерации, отведённых Новой Шотландии, и 36 из 38 мест на местном уровне. Ассамблея Новой Шотландии в 1868 году приняла резолюцию, признававшую создание конфедерации незаконным, и этот документ так никогда и не был денонсирован. Это не имело никаких последствий для вхождения Новой Шотландии в Канадскую Конфедерацию, однако антиконфедератионистские настроения ещё долго оставались очень сильными, и ещё в 1920-е годы существовали как идеология Движения за права приморских провинций (англ. Maritime Rights Movement).
Во второй половине XIX века Новая Шотландия стала ведущим мировым центром кораблестроения. В частности, здесь родился и начал свою карьеру инженер-кораблестроитель Дональд Маккей и работал Уильям Доусон Лоренс, построивший самый большой парусный корабль в Канаде, William D. Lawrence. Джошуа Слокам стал первым человеком, совершившим (в 1895—1898 годах) одиночное кругосветное плавание.
В Первую мировую войну Новая Шотландия приобрела особое значение, так как порты Восточной Канады (в первую очередь Галифакс) были основными пунктами, через которые из Америки в Европу доставлялись войска и военная техника и амуниция, а обратно корабли доставляли раненых.